# Goßmar-Luckauer-Grenzgraben
Der Goßmar-Luckauer-Grenzgraben ist ein Meliorationsgraben und orographisch linker Zufluss des Ständergrabens im Landkreis Dahme-Spreewald in Brandenburg. Der Graben beginnt auf einer landwirtschaftlich genutzten Fläche, die sich östlich des Heideblicker Ortsteils Riedebeck befindet. Er verläuft zunächst auf einer Länge von rund 1,5 km in nordnordöstlicher Richtung. Von Nordwesten fließt nun der Rechte Weggraben zu. Anschließend verläuft er weiterhin in der genannten Richtung und erreicht nach rund einem Kilometer den südwestlichen Rand des Naturschutzgebietes Borcheltsbusch und Brandkieten. Dort fließt von Osten kommend der Brandgraben zu. Der Graben schwenkt in nördlicher Richtung und verläuft westlich des Naturschutzgebietes. Nach rund 1,4 km fließt von Westen der Zochgraben zu. Anschließend schwenkt der Graben leicht in nordnordwestliche Richtung und entwässert südlich des Stadtzentrums von Luckau in den Ständergraben.